# Бой при Мир Али
Бой при Мир-Али между бойцами Талибана и пакистанскими солдатами вокруг города Мир-Али (Пакистан, Северный Вазиристан, второй по численности город в полуавтономной области на границе с Афганистаном) произошёл 7 октября и продолжался по 10 октября 2007 года.

## Хронология сражения
Согласно вооруженным силам Пакистана, столкновения вспыхнули 7 октября после того, как был атакован из засады пакистанский конвой, около города Мир-Али. В ходе боя, было убито почти 200 человек. Представители армии Пакистана говорят, что жертвы были только среди бойцов талибана и солдатами пакистанской армии, но местные жители сообщили, что по крайней мере десять гражданских лиц были убиты. Сотни людей покинули Мир-Али после того, как более 50 зданиям был нанесён серьёзный ущерб во время боя.
После многих нападений на военные конвои, около Мир-Али, армия применила боевые вертолеты и реактивные истребители.
Вооруженные силы Пакистана сообщили, что 50 солдат пропали без вести в области во время боестолкновений, но позже, контакт был установлен с 37 солдатами. Другие 13 так оставались пропавшими без вести.
9 октября, согласно сведениям пакистанской армии, военный самолёт ударил «одно или два места» около Мир-Али. Были неподтвержденные сообщения, что были убиты приблизительно 50 бойцов талибана. Но более поздние сообщения от свидетелей событий говорили, что 50 человек были убиты, но только среди них были и гражданских лица, так как попали ракеты в базар.
10 октября, тысячи соплеменников собрались в деревне Эпи, чтобы похоронить накануне 50 убитых человек, по показания местных жителей, когда приблизительно двенадцать строение было разрушено одним взрывом.

## Перемирие
15 октября, пакистанские солдаты и жители в северо-западной области Северного Вазиристана, согласились на перемирие, и пакистанские силы, сняли комендантский час по области. Это перемирие закончилось к концу месяца.